# Campbell Trowsdale
George Campbell Trowsdale (* 17. Oktober 1933 in Stratford, Ontario) ist ein kanadischer Musikpädagoge und Geiger.
Trowsdale studierte in seiner Heimatstadt bei Cora B. Ahrens und bei Elie Spivak, Albert Pratz und John Moskalyk in Toronto. Seit Ende der 1950er Jahre war er Mitglied des Hart House Orchestra und spielte gelegentlich im Toronto Symphony Orchestra. Von 1961 bis zu seiner Emeritierung 1988 unterrichtete er an der University of British Columbia. Seit 1964 war er Mitglied des CBC Vancouver Chamber Orchestra, dessen Konzertmeister er 1967 wurde. 1977 wurde er außerdem Konzertmeister des Vancouver Opera Orchestra; beide Positionen hatte er bis 1990 inne. Als Solist und Kammermusiker galt sein besonderes Interesse der zeitgenössischen Musik, so nahm er u. a. Jean Coulthard The Bird of Dawning Singeth All Night Long mit dem CBC Vancouver Orchestra unter Leitung von Mario Bernardi auf.
Nach seiner Emeritierung wirkte Trowsdale verstärkt als Berater, so als musikalischer und pädagogischer Berater der Langley Fina Arts Elementary School, akademischer Berater des Royal Conservatory of Music und Verfasser des Berichts über das Unzerstützungsprogramm des Ontario Arts Council für Orchester (mit Robert Creech, 1988). 1990 war er im Vorstand der nationalen Pfrüfungssysten-Kommission des Royal Conservatory. Zudem verfasste er Beiträge zu musikpädagogischen Themen für verschiedene Musikzeitschriften.